# Dave Stewart (comics)
Pour les articles homonymes, voir Dave Stewart et Stewart.
Dave Stewart est un coloriste américain contemporain de comics, travaillant notamment chez les éditeurs DC Comics, Marvel Comics et Dark Horse. 

## Biographie
Dave Stewart veut d'abord être dessinateur mais, conseillé par Matt Hollingsworth, de Dark Horse Comics, qui a vu certains de ses travaux de coloriste, il se lance dans cette carrière au moment où l'outil informatique remplace la peinture à la main. Utilisant déjà cette technique et surtout Photoshop, il peut effectuer le travail demandé par les éditeurs sans difficulté. Ses sources d'inspiration sont Jack Kirby ainsi que des coloristes contemporains comme Lynn Varley, Steve Oliff. 
Dave Stewart est particulièrement connu pour son travail sur Hellboy (à partir du tome 3 dans sa publication Delcourt) et ses séries dérivées : BPRD, Abe Sapien, Lobster Johnson, et Witchfinder.
Il continue sa collaboration avec Mike Mignola en travaillant sur sa série Lord Baltimore.
Stewart adapte son style pour mettre en couleur les dessins de Tim Sale (Catwoman: When in Rome, Heroes), Darwyn Cooke (Justice League: The New Frontier), Brian Azzarello (Lex Luthor: Man of Steel), Sean Murphy (Joe the Barbarian, Hellblazer), Gabriel Bá (Umbrella Academy) et James Harren (BPRD, Rumble).

## Récompenses
- 2003 : Prix Eisner de la meilleure colorisation pour son travail sur Hellboy : Le Troisième Souhait, L'Homme à la tête de vis (en), Star Wars: Empire (en), Human Target (en): Final Cut, Doom Patrol, Tom Strong, Captain America
- 2003 : Prix Harvey du meilleur coloriste pour Hellboy
- 2005 : Prix Eisner de la meilleure colorisation pour son travail sur Daredevil, Ultimate X-Men, Ultimate Six, Captain America, Conan, BPRD, La Nouvelle Frontière[2]
- 2005 : Prix Harvey du meilleur coloriste pour La Nouvelle Frontière
- 2007 : Prix Eisner de la meilleure colorisation pour son travail sur BPRD, Conan, The Escapist, Hellboy, Action Comics, Batman/Le Spirit, Superman
- 2008 : Prix Eisner de la meilleure colorisation pour son travail sur BPRD, Buffy the Vampire Slayer, Cut, Hellboy: Lobster Johnson, Umbrella Academy, The Spirit
- 2009 : Prix Eisner de la meilleure colorisation pour son travail sur Abe Sapien: La Noyade, BPRD, The Goon, Hellboy, Solomon Kane, Umbrella Academy, Body Bags, Captain America: White
- 2009 : Prix Harvey du meilleur coloriste pour Umbrella Academy
- 2010 : Prix Eisner de la meilleure colorisation pour son travail sur Abe Sapien, BPRD, The Goon, Hellboy, Solomon Kane, Umbrella Academy, Zero Killer, Detective Comics, Luna Park
- 2011 : Prix Eisner de la meilleure colorisation pour son travail sur Hellboy, BPRD, Baltimore, Laisse-moi entrer, Detective Comics, Neil Young's Greendale, Daytripper, Joe, l'aventure intérieure
- 2011 :  Prix Eagle du coloriste préféré
- 2012 : 
  - Prix Harvey du meilleur coloriste pour Hellboy : L'Ultime Tempête
  - Prix Eagle du coloriste préféré
- 2013 : Prix Eisner de la meilleure colorisation pour son travail sur Batwoman, Fatale (en), BPRD, Conan le Barbare, Hellboy in Hell, Lobster Johnson, The Massive (en)
- 2014 : Prix Harvey du meilleur coloriste pour Hellboy: The Midnight Circus
- 2015 : 
  - Prix Eisner de la meilleure colorisation pour son travail sur Hellboy in Hell, BPRD, Abe Sapien, Baltimore, Lobster Johnson, Witchfinder, Shaolin Cowboy, Aliens: Fire and Stone, DHP (Dark Horse)
  - Prix Harvey du meilleur coloriste pour Hellboy in Hell
- 2020 : Prix Eisner de la meilleure colorisation pour son travail sur Black Hammer, B.P.R.D.: The Devil You Know, Hellboy and the BPRD , Gideon Falls, Silver Surfer Black et Spider-Man[3]

## Commentaires
Sur la mise en couleur de La Nouvelle Frontière dessiné par Darwyn Cooke, Tim Sale dit :

« C'est vraiment très inventif, très intelligent. C'est un mariage impeccable entre les nouvelles technologies et les méthodes traditionnelles, tout en gardant un aspect moderne. (...) Stewart est incroyablement flexible, et c'est génial (j'ai déjà dit que ce que j'admirais le plus, c'est cette capacité d'adaptation), mais la première impression que j'ai eue de lui, quand j'ai vu ses couleurs sur Hellboy, n'était pas bonne. »

## Publication
- 1999 : The Terminator: The Dark Years (crédité "David Stewart")
- 2001-2013 : Hellboy
- 2004- : BPRD
- 2005 : Catwoman : À Rome
- 2005-2006 : La Nouvelle Frontière
- 2006 : Superman : Lex Luthor
- 2008 : Superman : Kryptonite
- 2008-2009 : Heroes
- 2008-2009 : Le Spirit
- 2009-2010 : Umbrella Academy
- 2010 : Serenity: The Shepherd's Tale
- 2010- : Abe Sapien
- 2012 : Les dossiers d'Hellblazer : Mauvais Sang
- 2014- : Hellboy en Enfer